# Taraxacum intumescens
Taraxacum intumescens — вид квіткових рослин з родини айстрових (Asteraceae). Вид зростає в Європі: Литва, Чехія, Данія, Німеччина, Велика Британія, Ірландія, Нідерланди, Польща; це багаторічна рослина помірних біомів.

## Середовище
Населяє переважно напівприродні місця існування, узбіччя, узлісся тощо.

## Характеристика
T. intumescens є досить безхарактерним видом, який, як і інші види з групи Piceata, має білі черешки з темнішими плямами на або навколо серединного ребра вгорі та фіолетовуваті зовнішні приквітки. Проксимальні краї бічних часток опуклі, а кінцеві частки внутрішніх листків широкі, цільні та округлі.